# Elaphoglossum oblanceolatum
Elaphoglossum oblanceolatum är en träjonväxtart som beskrevs av Carl Frederik Albert Christensen. Elaphoglossum oblanceolatum ingår i släktet Elaphoglossum och familjen Dryopteridaceae. Inga underarter finns listade.